# Euscelis tuvensis
Euscelis tuvensis är en insektsart som beskrevs av Vilbaste 1980. Euscelis tuvensis ingår i släktet Euscelis och familjen dvärgstritar. Inga underarter finns listade i Catalogue of Life.